# Evangelización en América

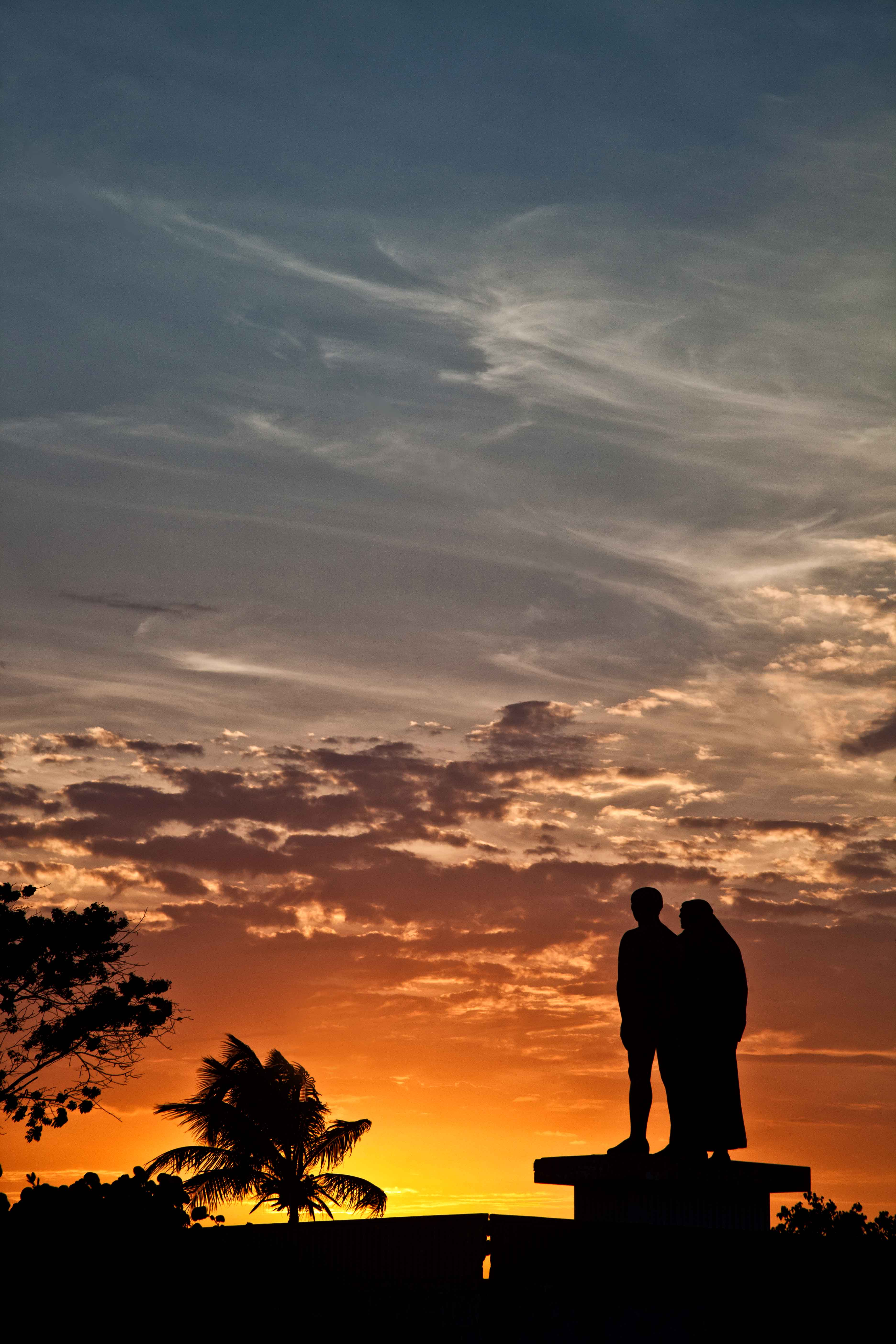
El Monje y el Indio, escultura de Hugo Daini que conmemora en Cumaná a los frailes pioneros en la Evangelización de la tierra firme americana

La evangelización en América fue la conversión al cristianismo y educación en la fe cristiana que realizaron misioneros católicos, promovida y organizada por los reyes de España, mediante una concesión del papa expresada en varias bulas papales.

## Historia
Desde que los Reyes Católicos toman conocimiento del descubrimiento del Nuevo Mundo, a la Corona española se le conceden diversas concesiones, que les reconocen los derechos sobre las tierras descubiertas y sus habitantes, mediante una donación del papa. El papa procedió a repartir América entre España y Portugal. De esta manera, a partir de 1493, los papas Alejandro VI, Adriano VI, Julio II y Pablo III emitieron las bulas Inter Caetera, Eximiae devotionis, Romanus Pontifex, Dudum siquidem, Universalis Eclesiae, Sublimis Deus y Omnímoda, mediante las cuales les concedieron los territorios y les encargaron la evangelización de los habitantes indígenas que en ellos moraban, prohibiendo que fueran esclavizados, a la vez que determinaron ciertos derechos y obligaciones de la Corona.
De esta manera, la Corona española pasó a adquirir una serie de derechos que anteriormente eran exclusivos de la Iglesia católica, tales como: organizar la presencia de la Iglesia en los territorios de América, cobrar el diezmo, organizar la distribución y presencia de misioneros, decidir en cuanto a la ubicación y oportunidad de construir iglesias y catedrales y presentar posibles candidatos para cargos eclesiásticos. Estos derechos y responsabilidades quedaron definidas bajo el Patronato Real y el Vicariato Regio, las cuales le conferían a la Corona española la supervisión y protección de la Iglesia.
Entre las primeras órdenes religiosas que comienzan a operar en el continente americano se destacan la de los dominicos y la de los franciscanos. Prácticamente al mismo tiempo que los franciscanos llegan al continente los mercedarios, y más tarde lo hacen la Orden de San Agustín y la Compañía de Jesús (jesuitas). Hacia el siglo XVIII los franciscanos tenían distribuidas por América unas treinta y dos misiones, en las que alojaban unas nueve mil personas.
Entre los misioneros de la época que destacan en la evangelización de América están fray Bartolomé de las Casas, fray Antonio de Valdivieso, fray Antonio de Montesinos, fray Juan de Zumárraga, fray Toribio de Benavente, fray Pedro de Córdoba, fray Pedro de Gante, fray Julián Garcés y el padre António Vieira. Otros clérigos destacados en la época colonial son fray Vasco de Quiroga, fray Diego Álvarez de Osorio, fray Domingo de Betanzos, fray Alonso de Montufar, fray Jodoco Ricke, fray Toribio de Mogrovejo y el padre Luis de Valdivia. Dichos religiosos también sobresalen en la historia por defender los derechos humanos de los indígenas.
Entre los recopiladores de la cultura indígena, que destacan por sus obras historiográficas, están los siguientes clérigos: Francisco Javier Clavijero, Diego López de Cogolludo, Bernardino de Sahagún, Francisco Ximénez, Juan de Palafox, Gregorio García, José de Acosta, Diego Durán, Juan de Tovar, Andrés de Olmos, Juan de Torquemada, Alonso de Molina, Jerónimo de Mendieta, Ramón Pané y Domingo de Santo Tomás, entre otros.

## Nobles indígenas en la Evangelización
Pese a erróneas creencias populares, la conversión de la gran mayoría de los indígenas al catolicismo no se daría a través de la guerra, si no por medio de la persuasión a sus jefes, reyes, curacas o señores naturales (trabajo del que se encargaron los misioneros, que se volverían muy apreciados en dichas comunidades). Cuando un señor natural aceptaba la fe, todos sus súbditos y vasallos se convertían, en un intento por imitarlo. Ya convertidos al catolicismo, el señor natural y sus indígenas obtendrían toda una serie de privilegios y prerrogativas por parte del gobierno virreinal, lo que les garantizaba muchas ventajas frente a los indígenas paganos, quienes no podían participar de la vida política virreinal. Sin embargo, esto también puede ser tomado como una especie de imposición de ser evangelizado, ya que sino no podían obtener estas ventajas. Una de las obligaciones de los señores naturales católicos era el de evitar cualquier rebrote del paganismo entre su gente.

“Yo soy cacique de mil indios, todos los de mi clase éramos hijos de padres engañados [...]
viviamos entregados a la idolatría e impiedad [...] por tales agravios el Demonio nos perseguía con forma de león, a veces de fraile y de gran culebra y nos decía que la Ley de Christo no era para los yndios […] seguí el camino del Demonio gran parte de mi vida y él me dio tanta autoridad para con los yndios, desde entonces y hasta este tiempo […] Dios sin embargo conforme a sus designios nos castigó como merecíamos por todos nuestros agravios [...] ahora que profeso esta sagrada religión por voluntad, en el nombre de Dios Todo poderoso y de nuestro Señor Jesuchristo el Mesias, yo declaro y acepto la Santa Fé y acepto en Dios la libertad del género para siempre”.
Pedro Yngaruca, 1564